# Bent Melchior
Bent Melchior (født 24. juni 1929 i Bytom i det nuværende Polen, død 28. juli 2021) var en dansk overrabbiner.

## Baggrund og levned
Melchior blev født i den daværende tyske by Beuthen - i dag den polske by Bytom - som søn af danske forældre, nemlig den senere danske overrabbiner Marcus Melchior og Meta f. Schornstein. Marcus Melchior var på daværende tidspunkt rabbiner i Beuthen. Bent fik i alt fem søskende, heriblandt den dansk-israelske politiker og journalist Werner David Melchior (1922-1987) og den danske politiker og minister Arne Melchior (1924-2016).
I 1933 vendte familien tilbage til Danmark, men som 14-årig måtte Bent flygte med hele sin familie som følge af deportationsordren mod de danske jøder i oktober 1943. De flygtede først sydpå til Nykøbing Falster, hvor de blev indkvarteret i Bispegården. Senere kom de efter 19 timer i en fiskerbåd på Østersøen til Sverige, hvor Bent fortsatte sin skolegang som dansk flygtning.
Efter Danmarks befrielse i maj 1945 kunne familien vende tilbage, og Bent blev student fra Frederiksberg Gymnasium i 1947. Derefter deltog han som israelsk frivillig i den arabisk-israelske krig 1948.
I perioden 1949-58 var han lærer ved den jødiske skole i København. Efter at have taget rabbinereksamen ved Jew's College i London i 1963 blev han rabbiner ved Det mosaiske Troessamfund i København i 1963. Efter faderens død i 1969 blev han valgt til dennes efterfølger som overrabbiner - en post, han beholdt indtil sin pensionering i 1996.

## Deltagelse i det offentlige liv
Som overhoved for dansk jødedom var Bent Melchior kendt for at forene det jødiske engagement med en national og international indsats for flygtninge og forfulgte, og han har bl.a. forsvaret muslimers rettigheder i Danmark.
Han var stiftende medlem af Den Danske Helsinki-komité for menneskerettigheder (1985), medlem af forretningsudvalget for Dansk Flygtningehjælp 1996-2007 og formand for Jødisk-Kristent-Muslimsk Forum i 2002-2004.
I 1988 planlagde palæstinensere angiveligt et drabsattentat mod Melchior. Det danske justitsministerium undlod at udvise bagmændene i Danmark. Melchior udtalte senere:
| „ | Man var mere villig til at risikere mit liv frem for at tiltrække en palæstinensisk terrorhandling. Det var min klare oplevelse, at man var bange for et palæstinensisk hævnangreb, hvis Danmark udviste palæstinenserne. | “ |

Bent Melchior var i sine sidste år medstifter og formand for foreningen Brobyggerne. Efter hans død oprettede foreningen Bent Melchior Prisen til hans minde. Prisen, der består af en vandrestatuette udformet af Jens Galschiøt og et beløb på 10.000 kr., gives til ildsjæle, der arbejder for menneskerettigheder, respekten for den enkeltes værdighed og fremme af dialogen mellem mennesker med forskellige menneskesyn og verdensopfattelser.

## Familie
Bent Melchior blev gift 16. december 1951 med Lilian Weisdorff. Parret fik i alt fire sønner: Michael (f. 1954), John (f.1956), Alan (f.1962) og Kim (f.1966).

## Æresbevisninger
Bent Melchior er ridder af 1. grad af Dannebrogordenen og har bl.a. modtaget Staten Israels hæderstegn for deltagelse i frihedskrigen, Forbundsrepublikken Tysklands store Fortjenstkors, Landsforeningen af Danske Flygtningevenners pris (1995), Drassows Legat for indsats for mellemfolkelig forståelse i 1999. Han blev i 1999 udnævnt til ærespræsident på livstid i B'nai B'rith Europa og blev Dansk Flygtningehjælps første æresmedlem i 2008. I 2016 modtog han sammen med Özlem Cekic N.F.S. Grundtvigs Pris for de to personers "engagerede og vedholdende bidrag til samfundsdebatten ved at indgå dialog".

### Forfatterskab
- Begyndelsen. Biblens første del genfortalt – 1976 (Det mosaiske Troessamfund)
- Jødedommen – en tekstcollage – 1976 (Gyldendal)
- Så vælg da livet. Autobiografi – 1997 (Gyldendal) (selvbiografi)
- Modsætninger mødes. Samtaler med Naser Khader – 2003 (Forum)
- Jødedom. Tro og livsforståelse – 2004 (Gyldendal)

### Bidrag til antologier
- Indenfor Murene – 1984
- Livsglæde – 1993
- Videnskaben eller Gud – 1996
- Flammer for Frihed – 1998
- Det ny århundrede – 1999
- Dansk uden tårer – 2001
- Opgøret om den kolde krig – 2003
- Til et folk de alle høre … – 2005
- Børnebørn – 2010
- Maskinen skabt i menneskets billede – 2010

### Oversættelser til dansk
- De fem Mosebøger – 1977-1987 (Det mosaiske Troessamfund)
- Haggadah shel Pesach – liturgi til den jødiske Påske – 1983 (Det mosaiske Troessamfund)
- Siddur – den jødiske bønnebog – 2002 (Det mosaiske Troessamfund)
- Solomon Goldman: En vejledning til Shabbat – 1989 (Det mosaiske Troessamfund)